# Marguerite-Catherine Haynaultová
Marguerite-Catherine Haynaultová (11. září 1736 – 17. března 1823) byla francouzská šlechtična a milenka krále Ludvíka XV. v letech 1759–1762.
Narodila se v Paříži jako dcera tabákového výrobce Jean-Baptiste Haynaulta a jeho ženy Catherine Coupris de La Salle. V roce 1759 se z ní stala petite maîtresse (neoficiální milenka) krále Ludvíka XV. a nastěhovala se do Parc-aux-Cerfs.
Sloužila králi jako milenka ve stejnou dobu jako Lucie-Madeleine d'Estaing, která rovněž žila v Parc-aux-Cerfs a střídaly se během svých těhotenstvích v králově loži. Ve stejném domě žila ještě milenka Louise-Jeanne Tiercelin de La Colleterie, zatímco další milenka Anne Couppier de Romans odmítala sdílet domácnost s ostatními a získala svůj vlastní dům.
Marguerite spolu s králem zplodila dvě dcery - Agnès-Louise de Montreuil a Anne-Louise de La Réale. K jejich otcovství byli fiktivně přihlášeni dva úředníci. Dcery jí byly odebrány a byly vychovávány v prestižní škole Chaillot, byly jim uděleny šlechtické tituly a byla provdány za vysoce postavené šlechtice.
Král s ní přestal udržovat poměr v roce 1762 a byla jí vyměřena penze. V roce 1766 byla provdána za Blaise Aroda, markýze de Montmelas-Saint-Sorlin.
Během francouzské revoluce zemi opustila a žila v zahraničí. Po pádu Robespierra se vrátila do Francie a požádala o vyškrtnutí ze seznamu emigrantů, aby jí mohl být navrácen majetek.